# Jeux africains de 2003
Navigation
Édition précédente Édition suivante
Les VIIIes Jeux africains se déroulent à Abuja au Nigeria du 5 au 17 octobre 2003. 

## Sites des compétitions
Un nouveau stade, l'Abuja Stadium, est construit spécialement pour ces huitièmes Jeux africains. D'une capacité de 60 491 places, l'enceinte accueille notamment les compétitions d'athlétisme et de football. 

## Sports
Vingt-deux sports figurent au programme des Jeux africains 2003, en plus de trois disciplines pour handicapés.
- Athlétisme
- Badminton
- Basket-ball
- Baseball
- Boxe
- Cyclisme
- Échecs
- Football
- Gymnastique
- Haltérophilie
- Handball
- Hockey sur gazon
- Judo
- Karaté
- Lutte
- Natation
- Softball
- Squash
- Taekwondo
- Tennis
- Tennis de table
- Volley-ball
- Athlétisme handisport
- Force athlétique
- Tennis de table handisport

## Tableau des médailles
- Nation organisatrice

| Rang | Nation                    | Or | Argent | Bronze | Total |
| ---- | ------------------------- | -- | ------ | ------ | ----- |
| 1    | Nigeria                   | 85 | 90     | 65     | 240   |
| 2    | Égypte                    | 80 | 62     | 72     | 214   |
| 3    | Afrique du Sud            | 63 | 59     | 49     | 171   |
| 4    | Algérie                   | 32 | 24     | 31     | 87    |
| 5    | Tunisie                   | 30 | 29     | 30     | 89    |
| 6    | Cameroun                  | 8  | 4      | 23     | 35    |
| 7    | Sénégal                   | 6  | 9      | 19     | 34    |
| 8    | Éthiopie                  | 5  | 8      | 7      | 20    |
| 9    | Kenya                     | 5  | 5      | 4      | 14    |
| 10   | Ghana                     | 4  | 5      | 16     | 25    |
| 11   | Botswana                  | 4  | 1      | 6      | 11    |
| 12   | Angola                    | 3  | 3      | 7      | 13    |
| 13   | Madagascar                | 3  | 0      | 3      | 6     |
| 14   | Libye                     | 2  | 3      | 5      | 10    |
| 15   | Zimbabwe                  | 2  | 3      | 2      | 7     |
| 16   | Lesotho                   | 2  | 1      | 3      | 6     |
| 17   | Côte d'Ivoire             | 1  | 1      | 7      | 9     |
| 18   | Tanzanie                  | 1  | 0      | 1      | 2     |
| 19   | Cap-Vert                  | 1  | 0      | 0      | 1     |
| 19   | République centrafricaine | 1  | 0      | 0      | 1     |
| 21   | Seychelles                | 0  | 10     | 6      | 16    |
| 22   | Namibie                   | 0  | 3      | 4      | 7     |
| 23   | Congo                     | 0  | 1      | 5      | 6     |
| 23   | Mali                      | 0  | 1      | 5      | 6     |
| 23   | Zambie                    | 0  | 1      | 5      | 6     |
| 26   | Ouganda                   | 0  | 1      | 4      | 5     |
| 27   | Bénin                     | 0  | 1      | 2      | 3     |
| 28   | RDC                       | 0  | 1      | 1      | 2     |
| 29   | Gabon                     | 0  | 1      | 0      | 1     |
| 29   | Gambie                    | 0  | 1      | 0      | 1     |
| 31   | Burkina Faso              | 0  | 0      | 3      | 3     |
| 31   | Maurice                   | 0  | 0      | 3      | 3     |
| 31   | Niger                     | 0  | 0      | 3      | 3     |
| 31   | Togo                      | 0  | 0      | 3      | 3     |
| 35   | Soudan                    | 0  | 0      | 2      | 2     |
| 36   | Guinée                    | 0  | 0      | 1      | 1     |
| 36   | Sao Tomé-et-Principe      | 0  | 0      | 1      | 1     |
| 36   | Sierra Leone              | 0  | 0      | 1      | 1     |